# Ariadna lalen
Espèce
Ariadna lalen est une espèce d'araignées aranéomorphes de la famille des Segestriidae.

## Distribution
Cette espèce est endémique du Chili. Elle se rencontre dans les régions du Maule, du Biobío et d'Araucanie.

## Description
Le mâle holotype mesure 8,56 mm et la femelle paratype 15,6 mm, les mâles mesurent de 8,0 à 8,56 mm et les femelles de 10,72 à 15,6 mm.

## Étymologie
Cette espèce est nommée en l'honneur de Lalén Kuzé.

## Publication originale
- Giroti & Brescovit, 2018 : The taxonomy of the American Ariadna Audouin (Araneae: Synspermiata: Segestriidae). Zootaxa, no 4400(1), p. 1-114.